# Beach handball ai I Giochi del Mediterraneo sulla spiaggia
I tornei di beach handball dei primi Giochi del Mediterraneo sulla spiaggia si sono svolti dal 30 agosto al 2 settembre 2015 presso l'Arena del Mare di Pescara. Il torneo maschile ha visto la partecipazione di 9 nazionali e quello femminile di 6 nazionali.

## Formula
La formula utilizzata a questi Giochi è stata a girone unico con le finali per tutte le 6 posizioni per il torneo femminile e a 2 gironi con le finali fino all'ottavo posto per quello maschile. Ogni nazionale poteva presentare un'unica squadra per categoria.

## Torneo Maschile

### Nazioni partecipanti
- Albania
- Algeria
- Cipro
- Grecia
- Italia
- Malta
- Slovenia
- Tunisia
- Turchia

### Girone A
Il girone A è composto da le seguenti quattro squadre:
- Italia
- Algeria
- Cipro
- Albania

#### Risultati
| 30 agosto 2015, ore 10:50 CEST Arena del Mare, Pescara | Albania | 0 - 2 | Italia  | 5-11, 0-16        | [ 2 ] |
| 30 agosto 2015, ore 12:30 CEST Arena del Mare, Pescara | Algeria | 0 - 2 | Cipro   | 9-19, 16-17       | [ 3 ] |
| 30 agosto 2015, ore 18:30 CEST Arena del Mare, Pescara | Italia  | 2 - 0 | Algeria | 13-11, 14-11      | [ 4 ] |
| 30 agosto 2015, ore 21:50 CEST Arena del Mare, Pescara | Cipro   | 2 - 0 | Albania | 19-4, 20-9        | [ 5 ] |
| 31 agosto 2015, ore 16:00 CEST Arena del Mare, Pescara | Algeria | 2 - 0 | Albania | 14-12, 8-7        | [ 6 ] |
| 31 agosto 2015, ore 20:10 CEST Arena del Mare, Pescara | Italia  | 1 - 2 | Cipro   | 14-21, 14-13, 6-7 | [ 7 ] |

### Girone B
Il girone A è composto da le seguenti cinque squadre:
- Turchia
- Tunisia
- Grecia
- Slovenia
- Malta

#### Risultati
| 30 agosto 2015, ore 10:00 CEST Arena del Mare, Pescara | Turchia  | 1 - 2 | Slovenia | 18-9, 8-12, 4-7     | [ 8 ]  |
| 30 agosto 2015, ore 10:30 CEST Arena del Mare, Pescara | Malta    | 0 - 2 | Tunisia  | 8-18, 4-24          | [ 9 ]  |
| 30 agosto 2015, ore 16:00 CEST Arena del Mare, Pescara | Slovenia | 0 - 2 | Grecia   | 10-18, 14-16        | [ 10 ] |
| 30 agosto 2015, ore 20:10 CEST Arena del Mare, Pescara | Malta    | 0 - 2 | Turchia  | 13-16, 2-15         | [ 11 ] |
| 30 agosto 2015, ore 21:00 CEST Arena del Mare, Pescara | Grecia   | 1 - 2 | Tunisia  | 8-21, 14-11, 2-6    | [ 12 ] |
| 31 agosto 2015, ore 10:50 CEST Arena del Mare, Pescara | Slovenia | 2 - 1 | Malta    | 17-9, 12-14, 5-2    | [ 13 ] |
| 31 agosto 2015, ore 12:30 CEST Arena del Mare, Pescara | Tunisia  | 0 - 2 | Turchia  | 12-22,9-10          | [ 14 ] |
| 31 agosto 2015, ore 16:50 CEST Arena del Mare, Pescara | Grecia   | 2 - 0 | Malta    | 19-8, 19-12         | [ 15 ] |
| 31 agosto 2015, ore 21:00 CEST Arena del Mare, Pescara | Tunisia  | 2 - 0 | Slovenia | 20-14, 13-12        | [ 16 ] |
| 31 agosto 2015, ore 21:50 CEST Arena del Mare, Pescara | Turchia  | 2 - 1 | Grecia   | 16-23, 16-13, 12-10 | [ 17 ] |

### Fase Finale

#### Quarti di finale
| 1 settembre 2015, ore 09:00 CEST Arena del Mare, Pescara | Albania | 0 - 2 | Malta    | 9-20, 9-15   | [ 18 ] |
| 1 settembre 2015, ore 09:45 CEST Arena del Mare, Pescara | Cipro   | 2 - 0 | Slovenia | 22-13, 19-14 | [ 19 ] |
| 1 settembre 2015, ore11:20 CEST Arena del Mare, Pescara  | Grecia  | 2 - 0 | Italia   | 12-11, 15-10 | [ 20 ] |
| 1 settembre 2015, ore 12:10 CEST Arena del Mare, Pescara | Algeria | 0 - 2 | Tunisia  | 7-19, 8-16   | [ 21 ] |
| 1 settembre 2015, ore 13:00 CEST Arena del Mare, Pescara | Turchia | 2 - 0 | Malta    | 17-5, 19-8   | [ 22 ] |

#### Semifinali 5º/8º posto
| 1 settembre 2015, ore 17:30 CEST Arena del Mare, Pescara | Slovenia | 1 - 2 | Italia | 14-13, 11-13, 0-5 | [ 23 ] |
| 1 settembre 2015, ore 18:20 CEST Arena del Mare, Pescara | Algeria  | 0 - 2 | Malta  | 5-15, 14-15       | [ 24 ] |

#### Semifinali 1º/4º posto
| 1 settembre 2015, ore 20:00 CEST Arena del Mare, Pescara | Cipro   | 2 - 0 | Grecia  | 19-16, 19-14 | [ 25 ] |
| 1 settembre 2015, ore 21:40 CEST Arena del Mare, Pescara | Tunisia | 2 - 0 | Turchia | 19-16, 13-12 | [ 26 ] |

#### Finale 7º/8º posto
| 2 settembre 2015, ore 15:55 CEST Arena del Mare, Pescara | Slovenia | 0 - 2 | Algeria | 7-8, 10-11 | [ 27 ] |

#### Finale 5º/6º posto
| 2 settembre 2015, ore 16:45 CEST Arena del Mare, Pescara | Italia | 2 - 0 | Malta | 17-12, 16-6 | [ 28 ] |

#### Finale 3º/4º posto
| 2 settembre 2015, ore 19:15 CEST Arena del Mare, Pescara | Grecia | 1 - 2 | Turchia | 16-17, 17-15, 7-8 | [ 29 ] |

#### Finale 1º/2º posto
| 2 settembre 2015, ore 20:55 CEST Arena del Mare, Pescara | Cipro | 1 - 2 | Tunisia | 9-12, 14-13, 12-14 | [ 30 ] |

### Classifica finale
| Pos. | Squadra  |
| ---- | -------- |
|      | Tunisia  |
|      | Cipro    |
|      | Turchia  |
| 4    | Grecia   |
| 5    | Italia   |
| 6    | Malta    |
| 7    | Algeria  |
| 8    | Slovenia |

## Torneo Femminile

### Nazioni partecipanti
Al torneo femminile hanno partecipato queste sei nazioni:
- Algeria
- Grecia
- Italia
- Slovenia
- Tunisia
- Turchia

### Girone unico
La formula utilizzata nel torneo femminile prevedeva un unico girone con tutte e sei le squadre.

#### Risultati
| 30 agosto 2015, ore 11:20 CEST Arena del Mare, Pescara   | Turchia  | 2 - 0 | Tunisia  | 6-4, 17-13         | [ 31 ] |
| 30 agosto 2015, ore 11:40 CEST Arena del Mare, Pescara   | Slovenia | 1 - 2 | Italia   | 9-8, 7-14, 2-6     | [ 32 ] |
| 30 agosto 2015, ore 12:10 CEST Arena del Mare, Pescara   | Grecia   | 2 - 0 | Algeria  | 13-8, 24-7         | [ 33 ] |
| 30 agosto 2015, ore 16:50 CEST Arena del Mare, Pescara   | Tunisia  | 2 - 0 | Slovenia | 15-10, 15-12       | [ 34 ] |
| 30 agosto 2015, ore 17:40 CEST Arena del Mare, Pescara   | Algeria  | 0 - 2 | Turchia  | 10-19, 8-16        | [ 35 ] |
| 30 agosto 2015, ore 19:20 CEST Arena del Mare, Pescara   | Italia   | 1 - 2 | Grecia   | 10-15, 16-12, 7-10 | [ 36 ] |
| 31 agosto 2015, ore 10:00 CEST Arena del Mare, Pescara   | Grecia   | 2 - 1 | Turchia  | 12-13, 13-12, 10-6 | [ 37 ] |
| 30 agosto 2015, ore 11:40 CEST Arena del Mare, Pescara   | Italia   | 2 - 0 | Tunisia  | 10-6, 13-12        | [ 38 ] |
| 31 agosto 2015, ore 12:10 CEST Arena del Mare, Pescara   | Slovenia | 2 - 0 | Algeria  | 18-10, 17-10       | [ 39 ] |
| 31 agosto 2015, ore 17:40 CEST Arena del Mare, Pescara   | Tunisia  | 2 - 0 | Algeria  | 13-1, 19-14        | [ 40 ] |
| 31 agosto 2015, ore 18:30 CEST Arena del Mare, Pescara   | Grecia   | 2 - 0 | Slovenia | 12-9, 18-8         | [ 41 ] |
| 31 agosto 2015, ore 19:20 CEST Arena del Mare, Pescara   | Italia   | 2 - 1 | Turchia  | 10-16, 18-14, 5-4  | [ 42 ] |
| 1 settembre 2015, ore 10:00 CEST Arena del Mare, Pescara | Turchia  | 2 - 0 | Slovenia | 15-11, 16-8        | [ 43 ] |
| 1 settembre 2015, ore 10:30 CEST Arena del Mare, Pescara | Algeria  | 0 - 2 | Italia   | 6-18, 6-18         | [ 44 ] |
| 1 settembre 2015, ore 10:50 CEST Arena del Mare, Pescara | Tunisia  | 0 - 2 | Grecia   | 10-13, 11-14       | [ 45 ] |

### Fase finale

#### Semifinali
| 1 settembre 2015, ore 19:10 CEST Arena del Mare, Pescara | Grecia | 2 - 1 | Tunisia | 10-11, 17-12, 5-4 | [ 46 ] |
| 1 settembre 2015, ore 20:50 CEST Arena del Mare, Pescara | Italia | 2 - 0 | Turchia | 17-2, 16-8        | [ 47 ] |

#### Finale 5º/6º posto
| 2 settembre 2015, ore 17:35 CEST Arena del Mare, Pescara | Slovenia | 2 - 0 | Algeria | 13-9, 14-6 | [ 48 ] |

#### Finale 3º/4º posto
| 2 settembre 2015, ore 18:25 CEST Arena del Mare, Pescara | Tunisia | 0 - 2 | Turchia | 14-15,11-17 | [ 49 ] |

#### Finale 1º/2º posto
| 2 settembre 2015, ore 20:05 CEST Arena del Mare, Pescara | Grecia | 0 - 2 | Italia | 6-16, 9-13 | [ 50 ] |

### Classifica finale
| Pos. | Squadra  |
| ---- | -------- |
|      | Italia   |
|      | Grecia   |
|      | Turchia  |
| 4    | Tunisia  |
| 5    | Slovenia |
| 6    | Algeria  |